# Gaspard-Marie-Victor de Choiseul d'Aillecourt
Pour les autres membres de la famille, voir Famille de Choiseul.
Gaspard-Marie-Victor, comte de Choiseul d'Aillecourt, né le 14 décembre 1779 à Paris et mort le 22 mars 1835, est un militaire et  homme politique français, député de l'Orne pendant la Restauration.

## Biographie
Victor est le fils ainé de Michel-Félix-Victor de Choiseul d'Aillecourt, député, le frère de Maxime de Choiseul d'Aillecourt, préfet, et le beau-frère d'Augustin Louis Charles de Lameth, député.
Victor est sous-lieutenant des gendarmes de la Garde pendant la Première Restauration, quand, en avril 1814, il est présenté par son frère Maxime au roi Louis XVIII, qui le nomme Chevalier de Saint-Louis. Le 21 octobre 1815, il est promu colonel du 19e régiment de chasseurs à cheval. Il préside alors le collège d'arrondissement de Versailles et est présenté candidat à la députation.  
Le 6 mars 1824, Victor de Choiseul d'Aillecourt fes élu député par le collège de département de l'Orne. Il siège parmi les royalistes de la droite, vote avec eux et fait partie de la contre-opposition qui combattit le ministère Villèle.
Il est réélu le 24 novembre 1827, puis le 3 juillet 1830. Choiseul d'Aillecourt ne reconnait pas le gouvernement de Louis-Philippe, il refuse le serment et rentre alors dans la vie privée. 
Il meurt en 1835 à 55 ans. Son corps repose dans le caveau des familles de Machault et de Choiseul, au cimetière d'Arnouville.

### Mariage et descendance
il épouse en 1803 Geneviève Françoise Aglaé de Machault d'Arnouville (Paris, 1er janvier 1776 - château d'Arnouville, 2 décembre 1869), fille de Charles de Machault d'Arnouville, comte d'Arnouville, maréchal de camp, chevalier de Saint Louis, pair de France, et de Angélique Élisabeth Jeanne de Baussan, dame de Thoiry. Il en a :
- Marie Angélique Octavie de Choiseul d'Aillecourt, non mariée (Versailles, 29 avril 1806 - Paris, 3 avril 1891) ;
- Jean Baptiste François de Sales Ambroise Félix de Choiseul d'Aillecourt (1807- 2 juillet 1840), marié en 1832 avec Athénais Le Viconte de Blangy (1808-1884), dont trois enfants, tous sans postérité ;
- Louis Jean Baptiste Léon de Choiseul d'Aillecourt (2 juin 1812 - Paris, 2 avril 1879), marié en 1837 avec sa cousine Léa Régine Marie de Choiseul Praslin (Paris, 1810 - Paris, 30 novembre 1894), fille de César de Choiseul, comte de Praslin, et de Amélie de Mauconvenant de Sainte-Suzanne, sa première épouse, petite-fille de Renaud César de Choiseul-Praslin, dont une fille.